# Akwedukt Wignacourta
Akwedukt Wignacourta (malt. Akwadott ta’ Wignacourt, ang. Wignacourt Aqueduct) – akwedukt na Malcie, zbudowany w latach 1610–1614 przez Zakon Maltański w celu zapewnienia dopływu wody ze źródeł w Dingli i Rabacie do nowo wybudowanej stolicy Valletty. Woda dostarczana była rurami, położonymi pod ziemią oraz na arkadach, zbudowanych ponad obniżeniami terenu.
Pierwsza próba zbudowania akweduktu podjęta została przez Wielkiego Mistrza Martina Garzez w roku 1596, lecz inwestycja została wstrzymana do roku 1610, kiedy podjęto kontynuowanie prac. Przepływ wody został zainaugurowany pięć lat później, 21 kwietnia 1615 roku. W projektowaniu budowli oraz pracach wykonawczych brało udział kilku inżynierów, w tym Bontadino de Bontadini, Giovanni Attard oraz Natale Tomasucci. Akwedukt nazwany został na cześć Wielkiego Mistrza Alofa de Wignacourt, który częściowo pokrył koszty jego budowy.
Akwedukt pozostawał w użyciu aż do XX wieku. Większość jego przęseł przetrwała do dzisiaj, wciąż można je zobaczyć w Attard, Balzan, Birkirkara, Fleur-de-Lys i Santa Venera. Inne pozostałości akweduktu to wieże wodne w Santa Venera, Ħamrun i Florianie, oraz kilka fontann we Florianie i Valletcie.

## Historia

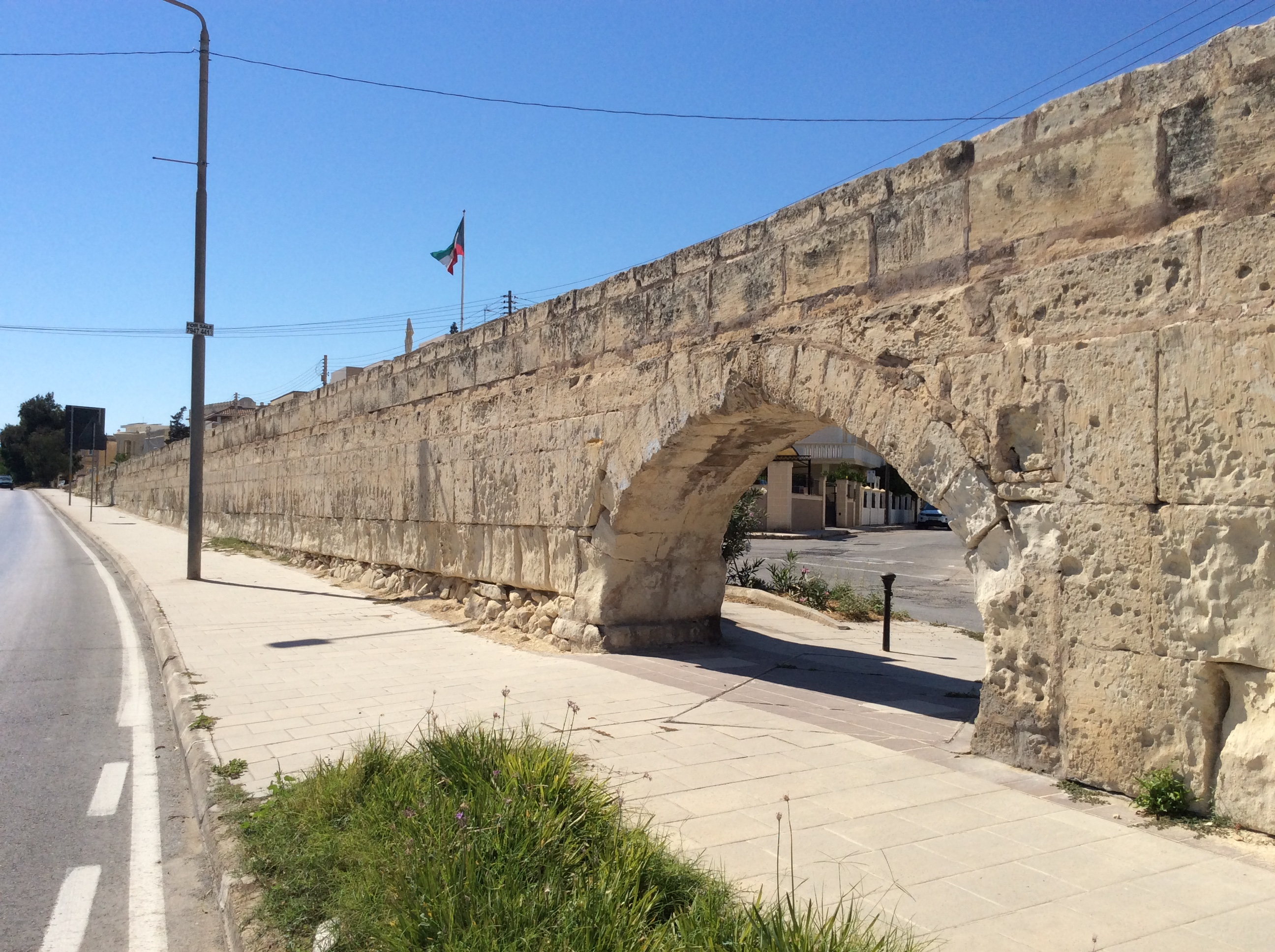
Pojedyncza arkada w Balzan

W roku 1566 na półwyspie Sciberras założone zostało miasto stołeczne Valletta. Miejsce to nie było niestety dobrze zaopatrywane w wodę. Woda deszczowa, gromadzona w mieście nie była wystarczająca w stosunku do potrzeb mieszkańców. Woda musiała być dostarczana do miasta ze źródeł, lecz stało się to problemem pod koniec XVI wieku, kiedy miasto stało się największym miejscem osiedlenia na Malcie. W tym samym czasie istniała również obawa przed tureckimi atakami na Maltę, więc stała dostawa wody do stolicy na wypadek oblężenia była priorytetem dla władz wojskowych.

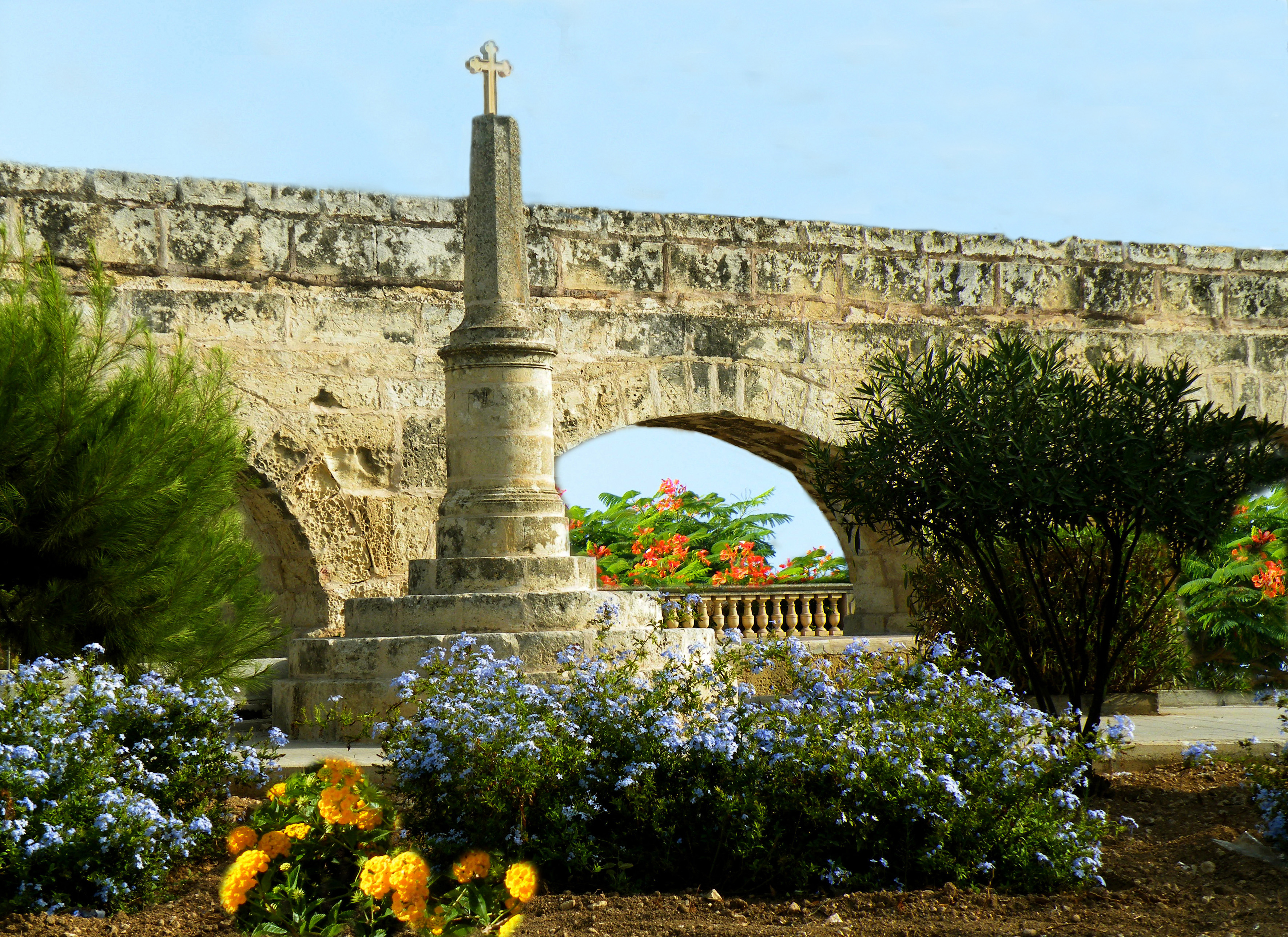
Akwedukt Wignacourta na granicy między Balzan i Birkirkara

Zlecenie na budowę akweduktu dostarczającego wodę ze źródeł w Dingli i Rabacie do stolicy wydane zostało 19 października 1596 roku. Tego roku Wielki Mistrz Martin Garzes sprowadził jezuitę Padre Giacomo do zaprojektowania budowli. Jego projekt został zaakceptowany i rozpoczęto prace, lecz wkrótce je wstrzymano z powodów finansowych.
9 stycznia 1610 roku, pod kierownictwem innego jezuity Padre Natale Tomasucciego, zaczęto kontynuować przerwane prace nad akweduktem. W tym czasie Garzez zmarł i jego miejsce jako Wielkiego Mistrza zajął Alof de Wignacourt. W lipcu 1612 roku kierownictwo nad projektem przejął pochodzący z Bolonii ekspert w dziedzinie hydrauliki Bontadino de Bontadini, prawdopodobnie rekomendowany przez inkwizytora Evangelistę Carbonesiego. Bontadini opracował nową drogę przepływu, z wodą dostarczaną rurami położonymi pod ziemią oraz, w miejscach obniżenia terenu, na ciągu kamiennych arkad. Bontadiniemu pomagał maltański capomastro (mistrz murarski) Giovanni Attard oraz kilku innych inżynierów. Do budowy akweduktu zatrudniono 600 miejscowych robotników. Cała inwestycja zakończona została w roku 1614, a uroczysta inauguracja odbyła się 21 kwietnia 1615 roku. Akwedukt kosztował 434 605 scudi, z czego większość zapłacił Wielki Mistrz Wignacourt. Na jego cześć akwedukt nazwano jego imieniem.

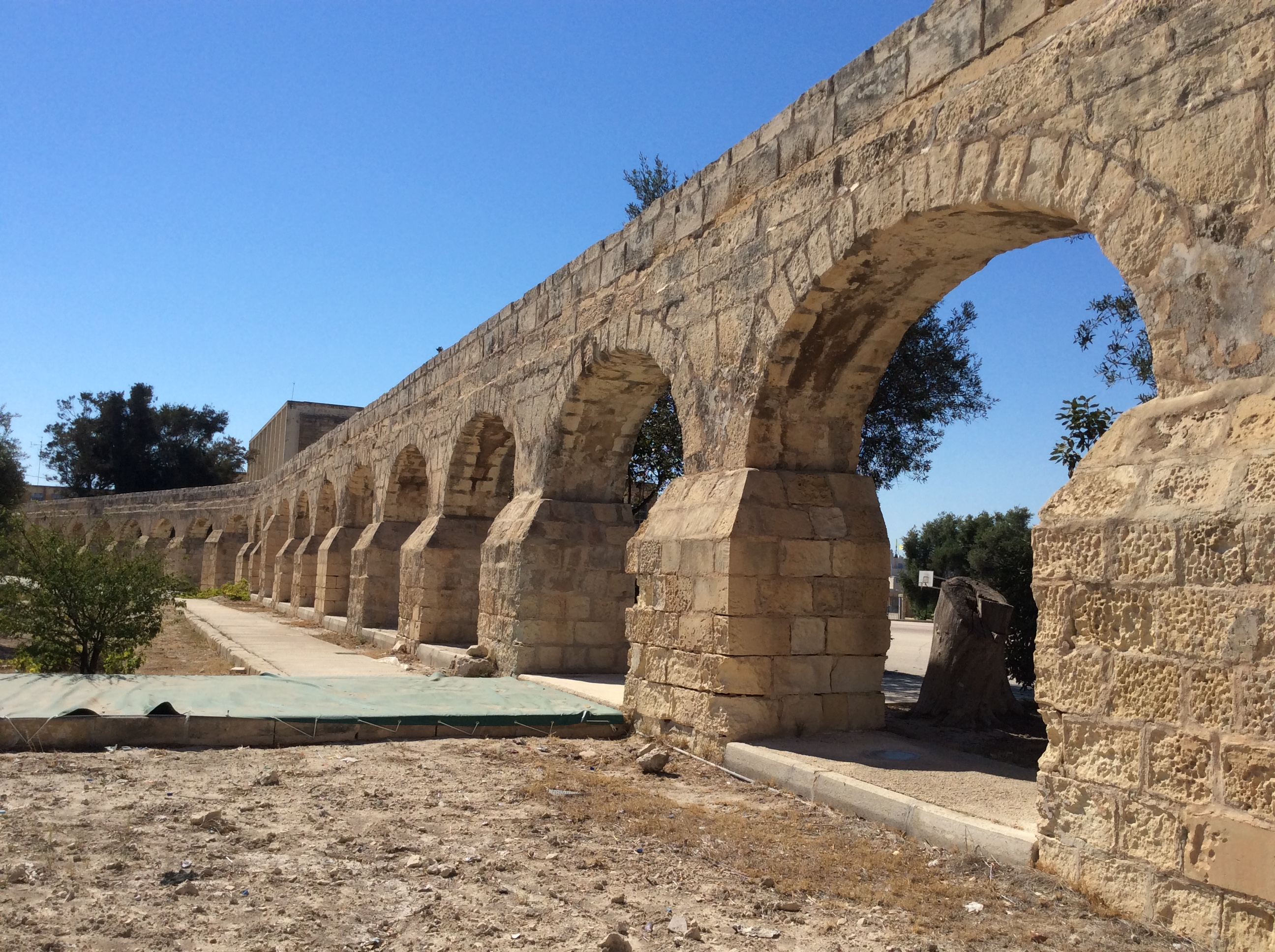
Część akweduktu w Birkirkara, dziś na terenie szkoły rządowej

Po ukończeniu akwedukt dostarczał dziennie 1400 m³ wody dla około 30 000 mieszkańców. Stała dostawa wody spowodowała wzrost liczby ludności Valletty, Floriany i innych miast i wiosek leżących wzdłuż biegu akweduktu.
Akwedukt został udoskonalony w roku 1780, za rządów Wielkiego Mistrza Emmanuela de Rohan-Polduc. We wczesnym etapie maltańskiego powstania przeciw Francuzom, 4 września 1798 roku, obok akweduktu w Mrieħel (Birkirkara), powstańcy urządzili zasadzkę na żołnierzy francuskich.

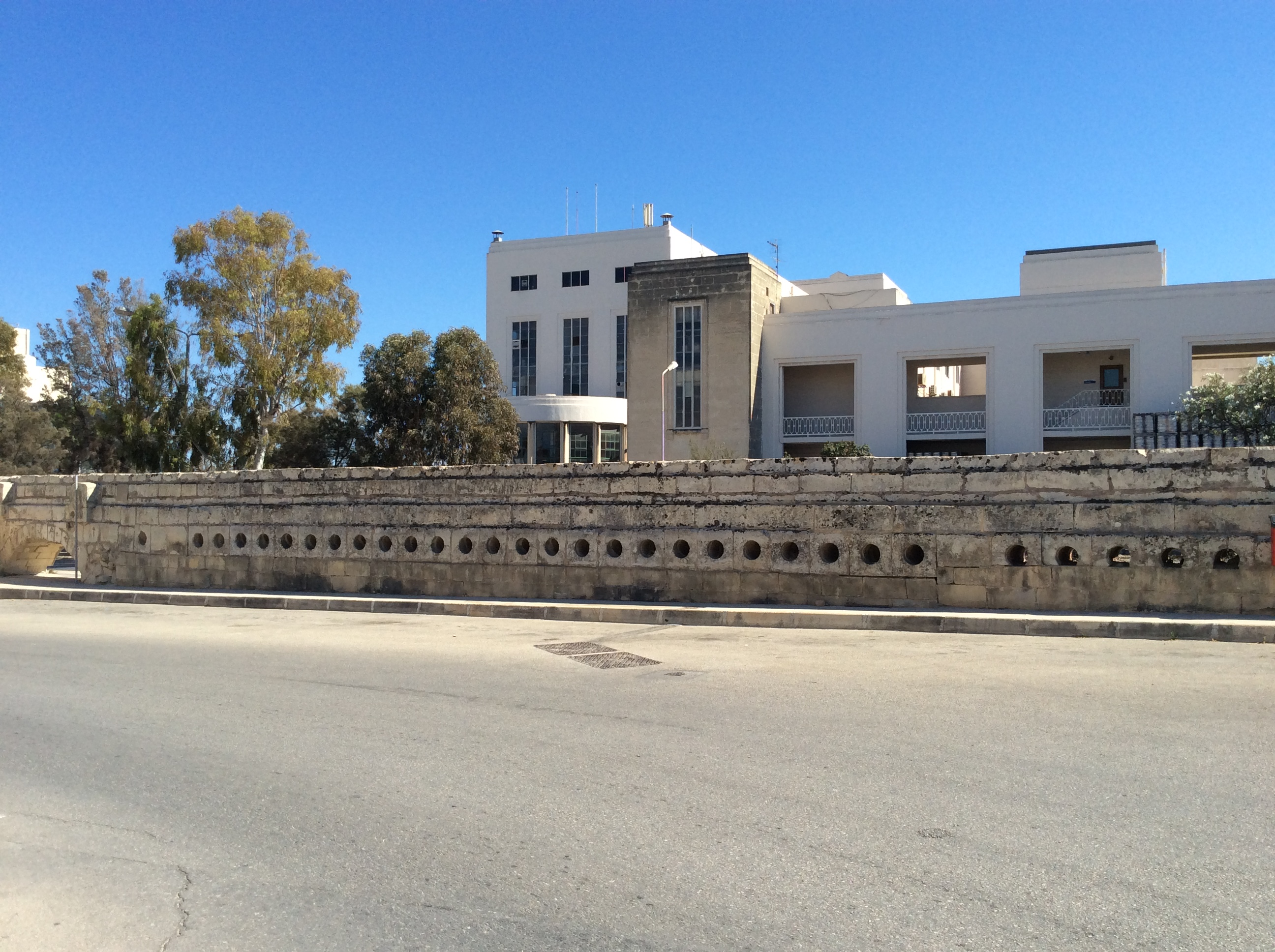
Akwedukt Wignacourta w Mrieħel, z browarem Farsons w tle. Bloki kamienne z okrągłymi otworami były oryginalnymi częściami rur wodnych Tomasucciego, z pierwszej próby budowy akweduktu.

W roku 1907 proponowano zbudować budynki na szczycie akweduktu, z jego łukami służącymi jako arkady. Biuro Robót Publicznych sporządziło wstępne rysunki tych budynków, lecz w końcu nic z tego nie wyszło. Akwedukt przetrwał w użyciu do początku XX wieku.
W latach 2004–2005 zachowane arkady akweduktu zostały odrestaurowane oraz zainstalowano system oświetlający; koszt tych prac wyniósł Lm 140 000. Niektóre z łuków ponownie wymagają odnowy, głównie z powodu zanieczyszczenia spalinami, ponieważ główna droga biegnie teraz wzdłuż akweduktu. W grudniu 2013 roku segment akweduktu został mocno uszkodzony w wyniku wypadku samochodowego; uszkodzenia zostały już naprawione.
Różne odcinki akweduktu zostały wpisane na listę Malta Environment and Planning Authority (MEPA) jako zabytki narodowe 1. klasy, są również umieszczone w wykazie National Inventory of the Cultural Property of the Maltese Islands pod numerami: 01153 w Attard, 01155 w Balzan, 01165 w Birkirkara, 01229 w Santa Venera.

## Architektura

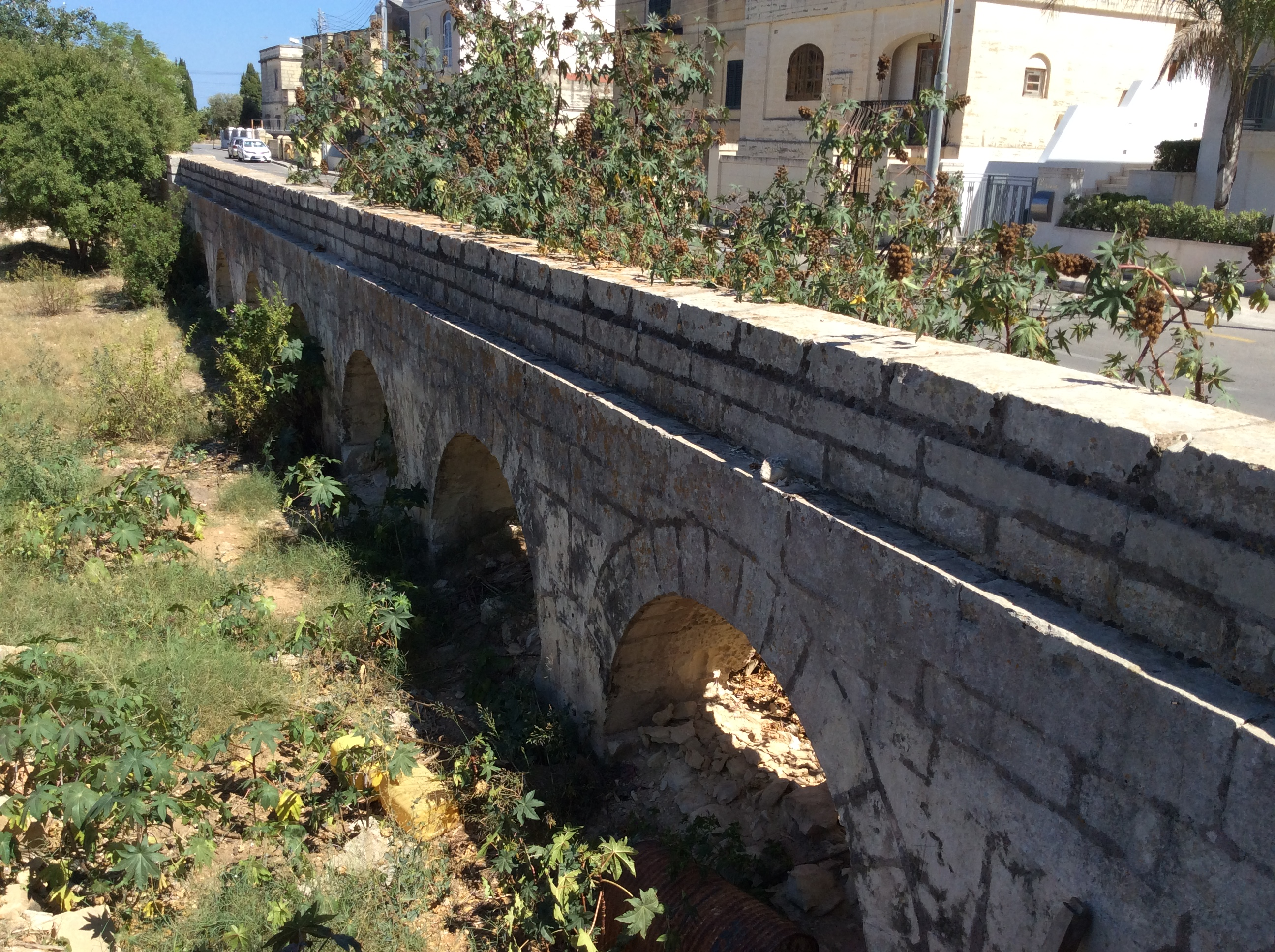
Akwedukt Wignacourta na Triq Peter Paul Rubens w Attard

Od źródeł w Rabacie i Dingli do terenów wiejskich koło Attard akwedukt poprowadzony jest rurami podziemnymi. Dalej od Attard poziom terenu jest nierówny, więc w miejscach jego obniżeń zbudowane zostały kamienne arkady. Zaczynają się one przy dzisiejszej Peter Paul Rubens Street (malt. Triq Peter Paul Rubens) w Attard, i są na początku całkiem niskie. Biegną następnie wzdłuż Mdina Road (malt. Triq l-Mdina) w Balzan i Birkirkara, a wysokość arkad stopniowo rośnie, wraz z obniżaniem się terenu.
We Fleur-de-Lys akwedukt przecina drogę; w tym miejscu, aby upamiętnić to przedsięwzięcie, zbudowano Łuk Wignacourta. Łuki akweduktu biegną dalej wzdłuż St. Joseph High Road (malt. Triq il-Kbira San Ġużepp) w Santa Venera, aż kończą się przy małej wieży, znanej jako wieża św. Józefa (Tower of St. Joseph). Od tej wieży woda kontynuowała swą drogę do Ħamrun, Blata l-Bajda, Floriany i Valletty biegnąc znów podziemnymi rurami. Wieże kontrolne wody zostały również zbudowane w Ħamrun i Florianie.
Akwedukt został zbudowany z lokalnego wapienia. Bloki były łączone przy użyciu pozzolana. To był ten bardzo udany pomysł, dzięki któremu Bontadini zyskał chwałę. Akwedukt doprowadzał wodę do cystern w budynkach prywatnych i publicznych, na statki w porcie Marsamxett oraz w Grand Harbour, zasilał także fontanny.

### Łuk Wignacourta/Brama Fleur-de-Lys

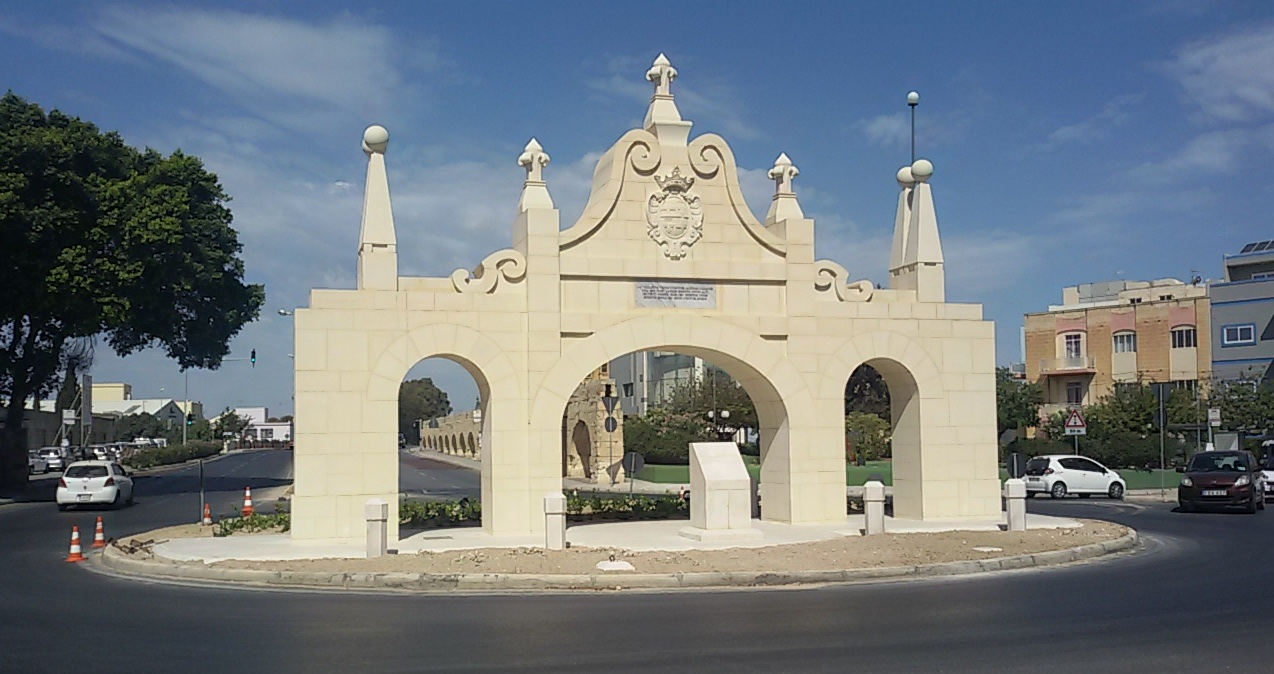
Zrekonstruowany Łuk Wignacourta (znany jako Brama Fleur-de-Lys)

Łuk triumfalny na granicy pomiędzy Fleur-de-Lys oraz Santa Venera znany jest jako Łuk Wignacourta lub Brama Fleur-de-Lys. Posiada trzy przejścia, ozdobiony jest tarczą herbową Wignacourta oraz trzema rzeźbionymi fleur-de-lis, heraldycznymi symbolami Wignacourta. Przedmieście Fleur-de-Lys zawdzięcza swą nazwę właśnie od tego łuku, a fleur-de-lis znajdują się na fladze oraz herbie Fleur-de-Lys oraz Santa Venera. Jedna z oryginalnych tablic pamiątkowych na łuku wyrażała szacunek inżynierowi Bontadino de Bontadiniemu. Właśnie ten łuk wraz z wieżami wodnymi akweduktu oraz fontannami były pierwszymi wyrazami architektury barokowej na Malcie.

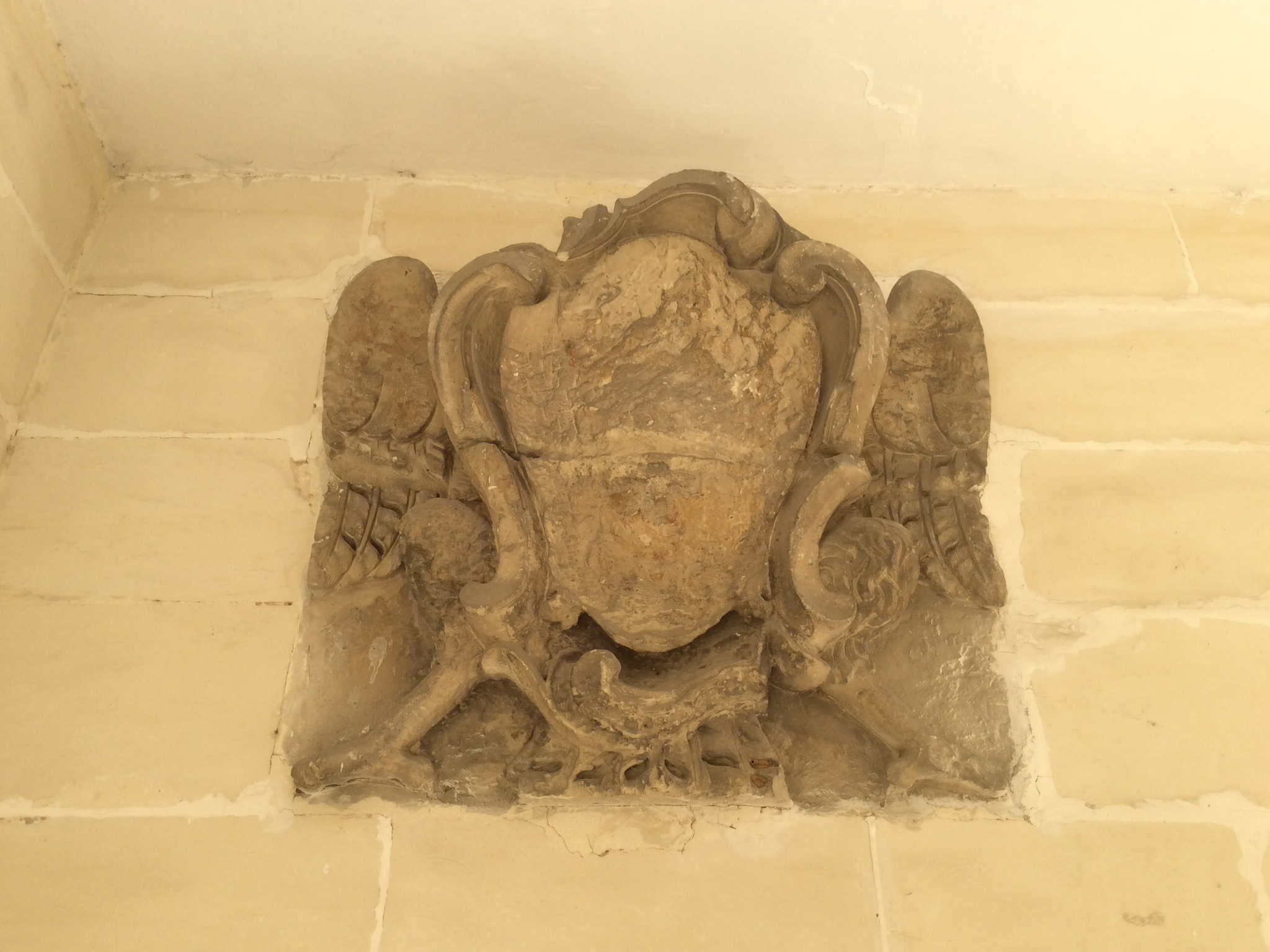
Tarcza herbowa Wielkiego Mistrza de Rohan

Oryginalny łuk został zburzony w roku 1944, później na tym miejscu zbudowane zostało rondo. Zbudowanie repliki zniszczonego łuku zostało zaaprobowane w roku 2012. Rady lokalne Santa Venera oraz Birkirkara, jak również komitet administracyjny Fleur-de-Lys popadły w spór, jak łuk powinien się nazywać. W końcu, w roku 2014 uzgodniono nazwę: „Łuk Wignacourta znany jako Brama Fleur-de-Lys” (ang. The Wignacourt Arch Known As The Fleur-de-Lys Gate). Łuk został zrekonstruowany w roku 2015, jego odsłonięcie nastąpiło 28 kwietnia 2016. Tarcza herbowa Wielkiego Mistrza Emmanuela de Rohan-Polduc została prawdopodobnie umieszczona na łuku od strony Mdiny po odnowieniu akweduktu przez de Rohana, lecz nie ma co do tego pewności; tarcza ta wciąż istnieje i aktualnie znajduje się kilka metrów dalej, obok St. Joseph Tower (poniżej), przytwierdzona do muru po zewnętrznej stronie wejścia do posterunku policji.

### Wieże wodne

#### Santa Venera

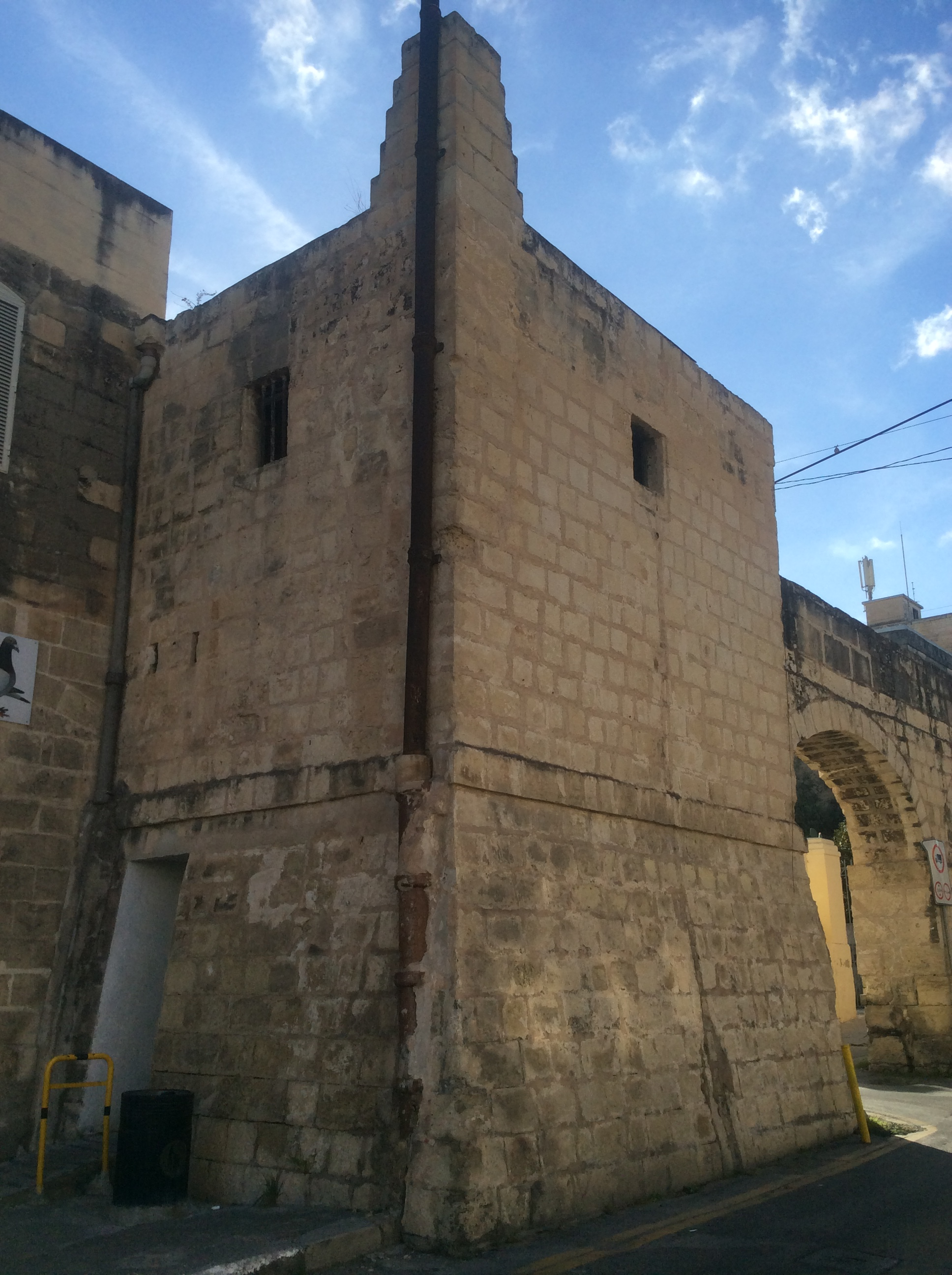
Wieża św. Józefa (it-Turretta) w Santa Venera

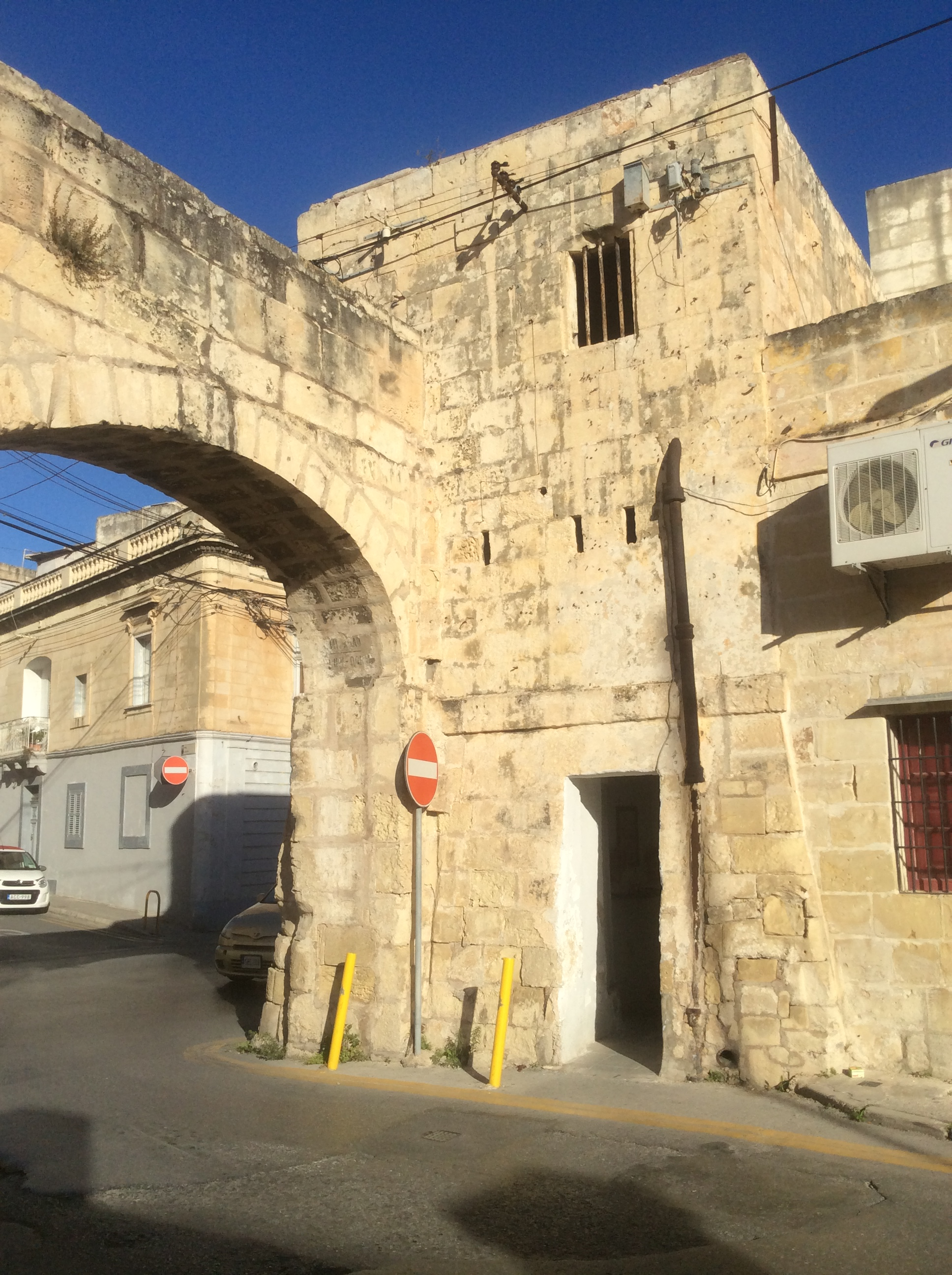
Wieża św. Józefa widziana od tyłu

Pierwsza wieża kontroli wody akweduktu Wignacourta znajduje się w dzisiejszej Santa Venera. Zwana jest wieżą św. Józefa (ang. Tower of St. Joseph, wł. Torre di San Giuseppe), lecz jest powszechnie znana jako it-Turretta w języku maltańskim lub Torretta po włosku. Wieża jest połączona z arkadami akweduktu, ma dwa poziomy, z których niższy jest wzmocniony, co upodabnia ją do nadmorskich wież strażniczych, takich, jak wieże De Redina. Nie jest pewne, czy aktualna budowla jest oryginalną, ponieważ oryginalne projekty akweduktu pokazują nieco inną wieżę. Na wieży znajdowała się inskrypcja (już nieistniejąca):

QUAM SUBTERRANEIS SESE DUCTIBUS

INFERENTEM HOC LOCO AMITTIS AQUAM

EADEM URBE MEDIA PULCHERRIMO

SESE FONTE COMPERIES EFFERENTEM.

INGENIO MIRO BONTADINI DE BONTADINIS BONON.

#### Ħamrun

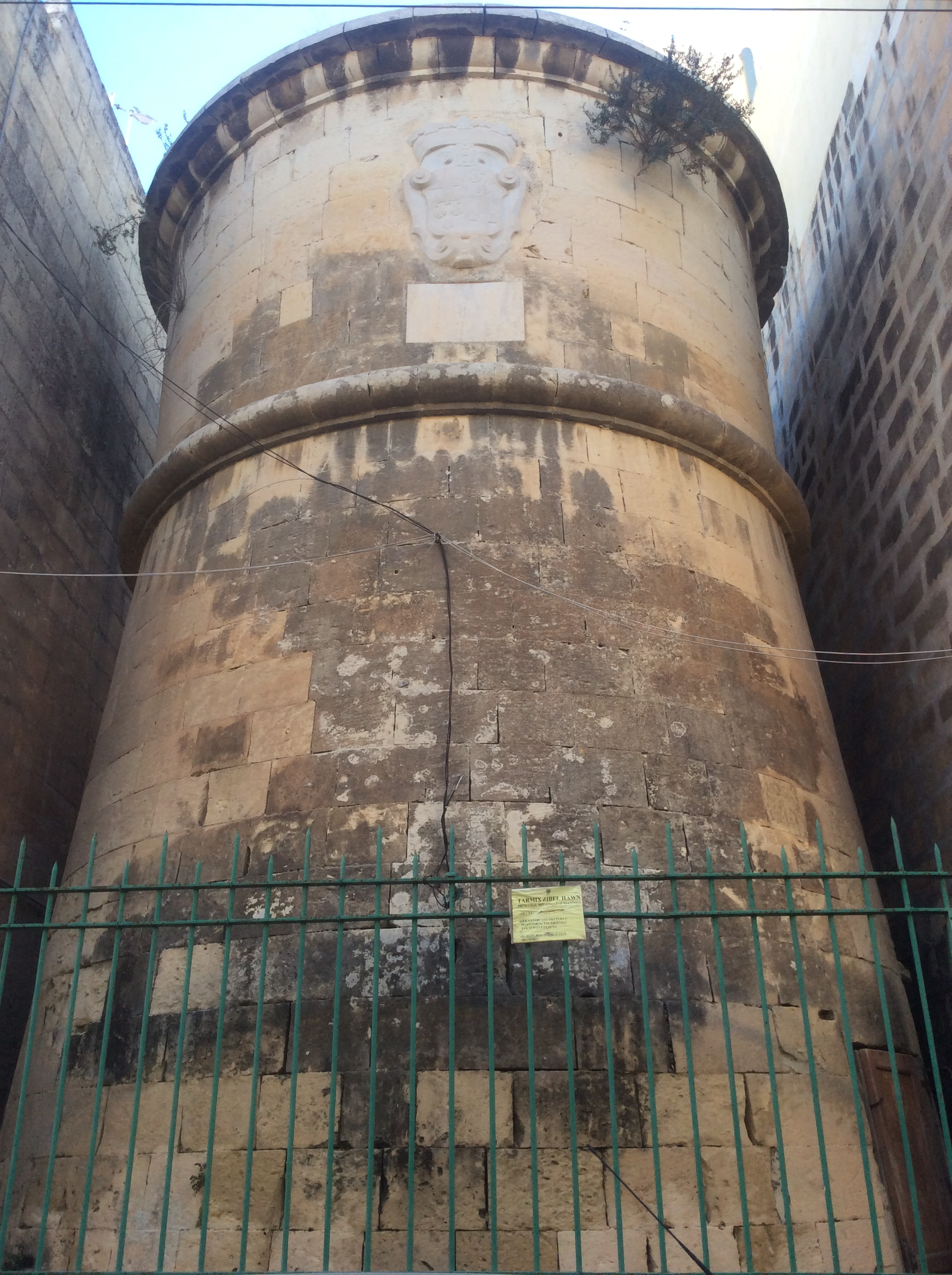
Il-Monument tat-Tromba w Ħamrun

Druga wodna wieża kontrolna zbudowana została na wzgórzu św. Mikołaja (hill of St. Nicholas) w Ħamrun, i znana jest jako il-Monument tat-Tromba lub it-Turretta ta' Atoċja. Ma ona okrągły kształt, oryginalnie woda płynęła przez otwarty zbiornik w wieży. Wieża nosi herb Wignacourta oraz pamiątkową tablicę, na której wyryto napis:

VT SPIRITVS IN AQVIS

SIC SPIRITVS AB AQVIS.

(co znaczy: Ponieważ w wodzie jest życie, życie zaczęło się od wody)

Wieża wciąż istnieje, lecz jest zaniedbana; otoczona jest przez nowoczesne budownictwo.
W roku 1780, kiedy de Rohan udoskonalił akwedukt, w pewnej odległości od wieży postawiony został pamiątkowy obelisk. Znajduje się on teraz na prywatnym podwórzu na tyłach domu. Znajduje się na nim tarcza herbowa (uszkodzona podczas II wojny światowej), oraz inskrypcja, która w tłumaczeniu brzmi:

Emmanuel De Rohan sprawił, że ten akwedukt stał się mocniejszy dla zbierania wody, nowszy i lepiej zbudowany przez życzliwego Księcia dla zdrowia jego ludzi w roku 1780.

#### Floriana

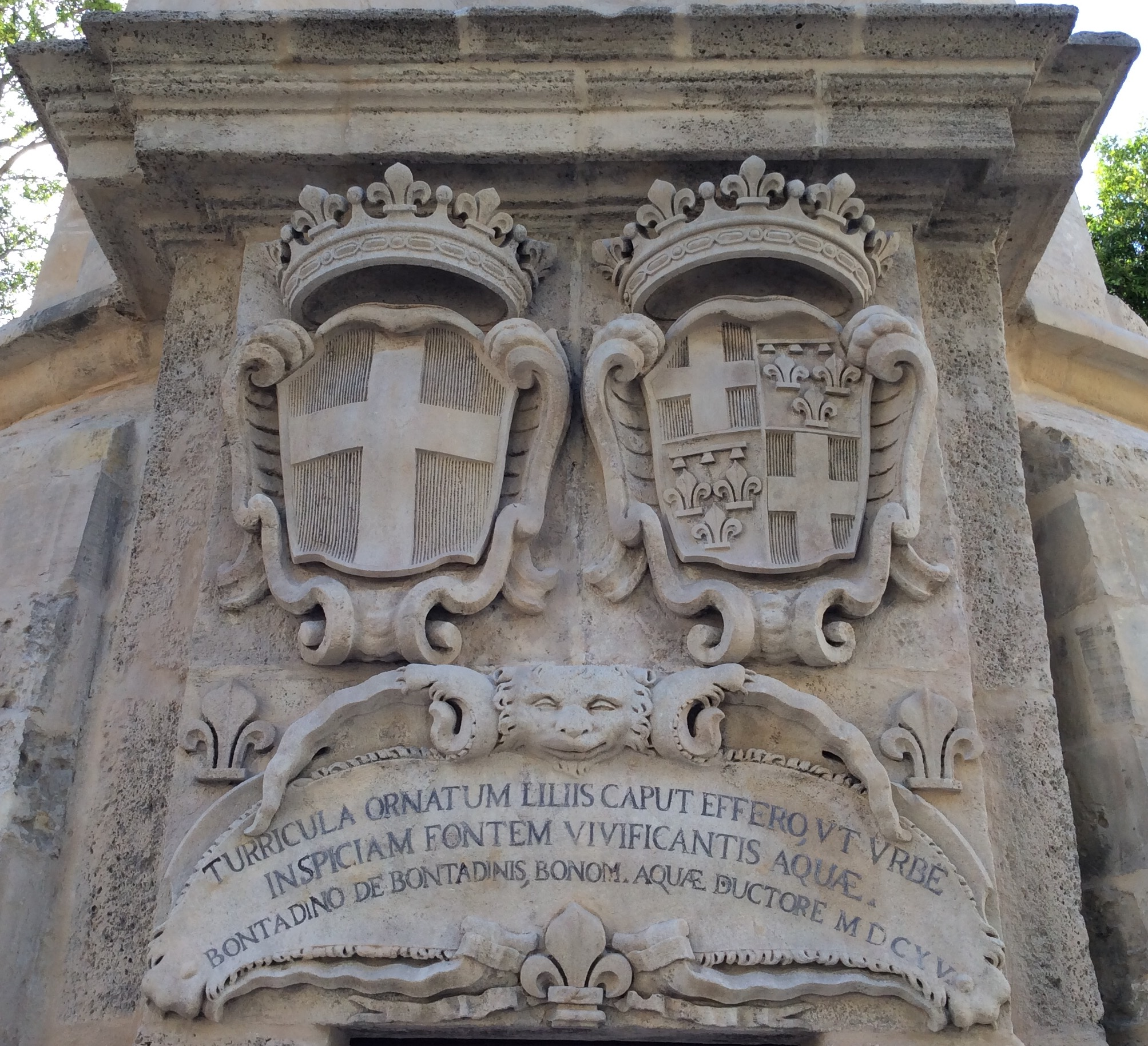
Inskrypcja na wieży wodnej

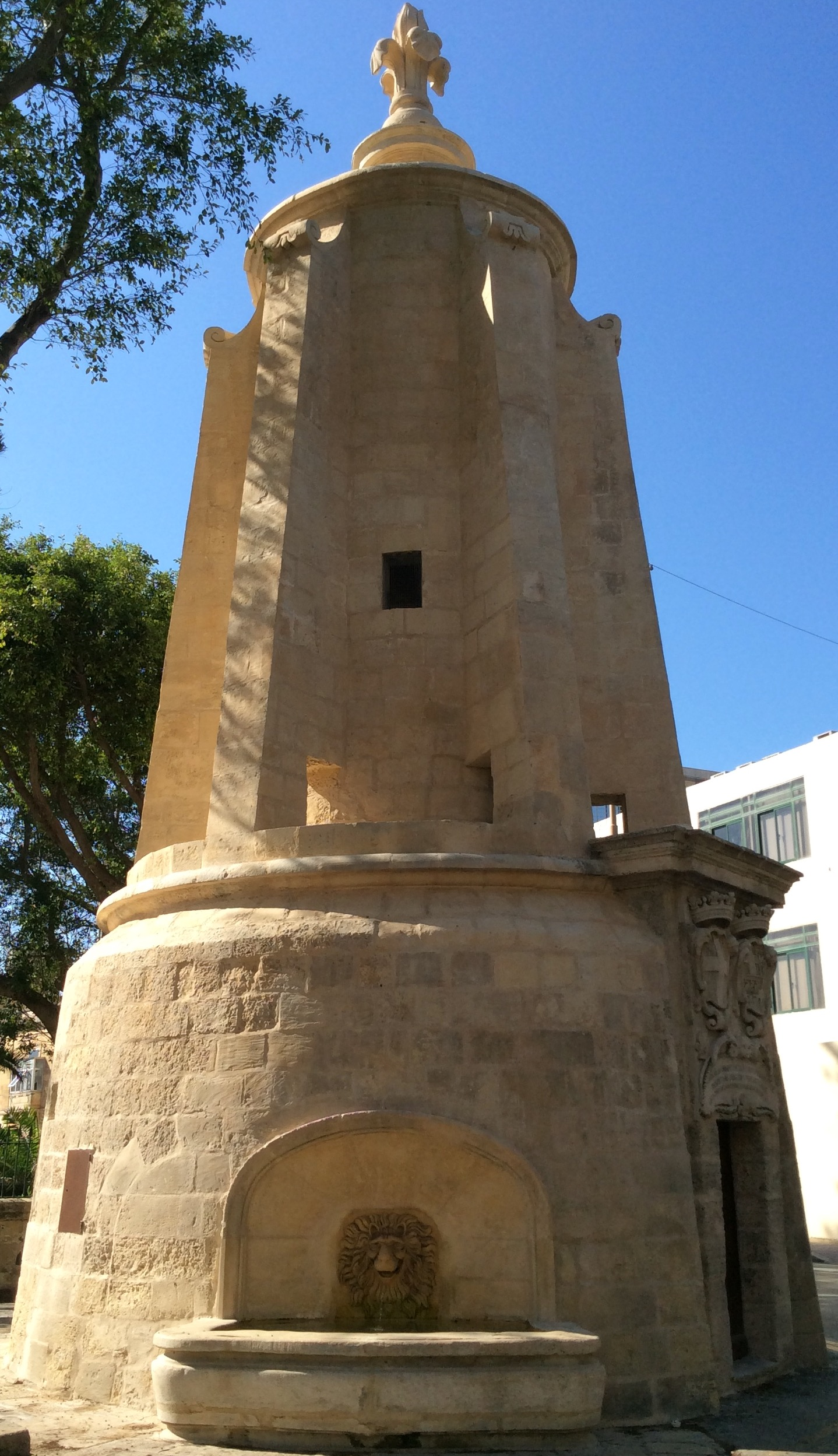
Wieża wodna Wignacourta we Florianie

Trzecia i ostatnia wieża wodna została zbudowana we Florianie, jest ona znana jako Wignacourt Water Tower (wieża wodna Wignacourta). Stoi obok Argotti Botanical Gardens (ogród botaniczny Argotti) oraz kościoła Sarria. Jest to okrągła budowla, wspierana przez pilastry, ma również fontannę i koryto do pojenia koni. Na szczycie wieży znajduje się rzeźbiona fleur-de-lis, jest też udekorowana herbem Zakonu św. Jana oraz osobistym herbem Wignacourta. Poniżej tarcz herbowych jest poniższa inskrypcja:

TURRICULA ORNATUM LILIIS CAPUT EFFERO VT VRBE

INSPICIAM FONTEM VIVIFICANTIS AQUÆ.

BONTADINO DE BONTADINIS, BONOM. AQUÆ DUCTORE MDCXV.

Wieża włączona została do Antiquities List of 1925. Od roku 1994 jest również zabytkiem narodowym 1. klasy.
Wieża została odnowiona pomiędzy czerwcem 2015 a czerwcem 2016 roku, sumptem Ministerstwa Transportu i Infrastruktury. Płaskorzeźba lwa wlewającego wodę, będąca częścią poidła dla koni (przytwierdzonego do fontanny) zerodowała przez lata i została w roku 2016 zastąpiona przez replikę. We wnętrzu wieży znajdują się spiralne schody, również odnowione w roku 2016.

### Fontanny

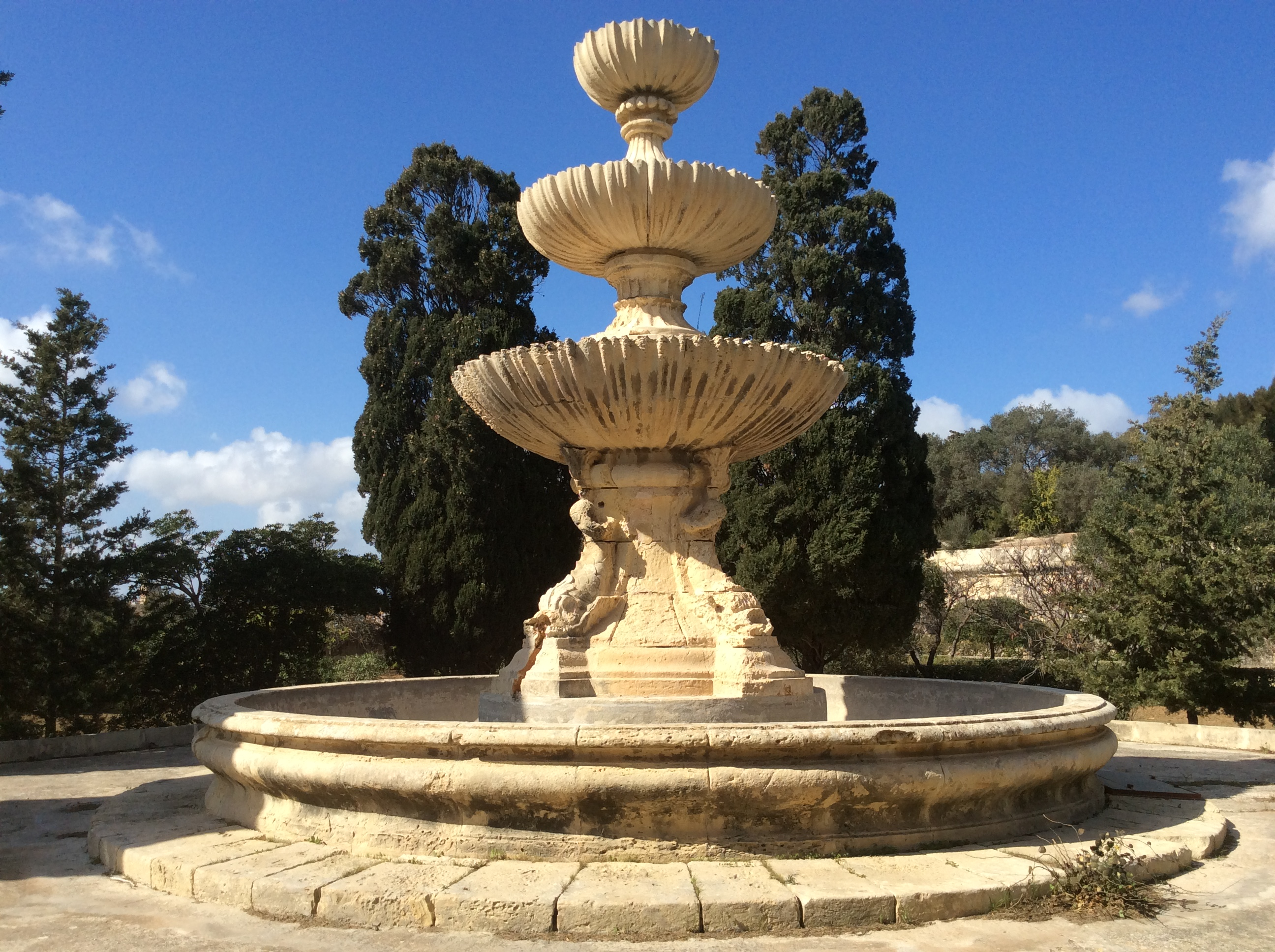
Fontanna Wignacourta w St. Philip's Gardens, Floriana

Wraz z ukończeniem akweduktu Wignacourta, w Valletcie zbudowanych zostało wiele fontann zasilanych wodą z niego.

#### Fontanna Wignacourta
Pierwszą fontanną podłączoną do akweduktu była fontanna Wignacourta, znajdująca się na St. George’s Square w Valletcie, przed frontem pałacu Wielkich Mistrzów. Ceremonia inauguracyjna akweduktu miała miejsce przy tej fontannie. Kiedy plac został miejscem parad dla brytyjskiego wojska, fontanna została przeniesiona do St. Philip's Gardens we Florianie, gdzie pozostaje do dzisiaj.
Barokowa fontanna składa się z olbrzymiej okrągłej miski, z trzema mniejszymi w kształcie muszli, ponad nią, podtrzymywanymi przez cokół z rzeźbami delfinów. Jest zabytkiem narodowym 1. klasy. W roku 2014, po latach zaniedbania, zapowiedziano odnowienie fontanny.
Oryginalna fontanna mogła zostać zniszczona 2 stycznia 1745 roku, i zastąpiona przez obecną, bardziej ozdobną fontannę.

#### Fontanna w Valletta Marina

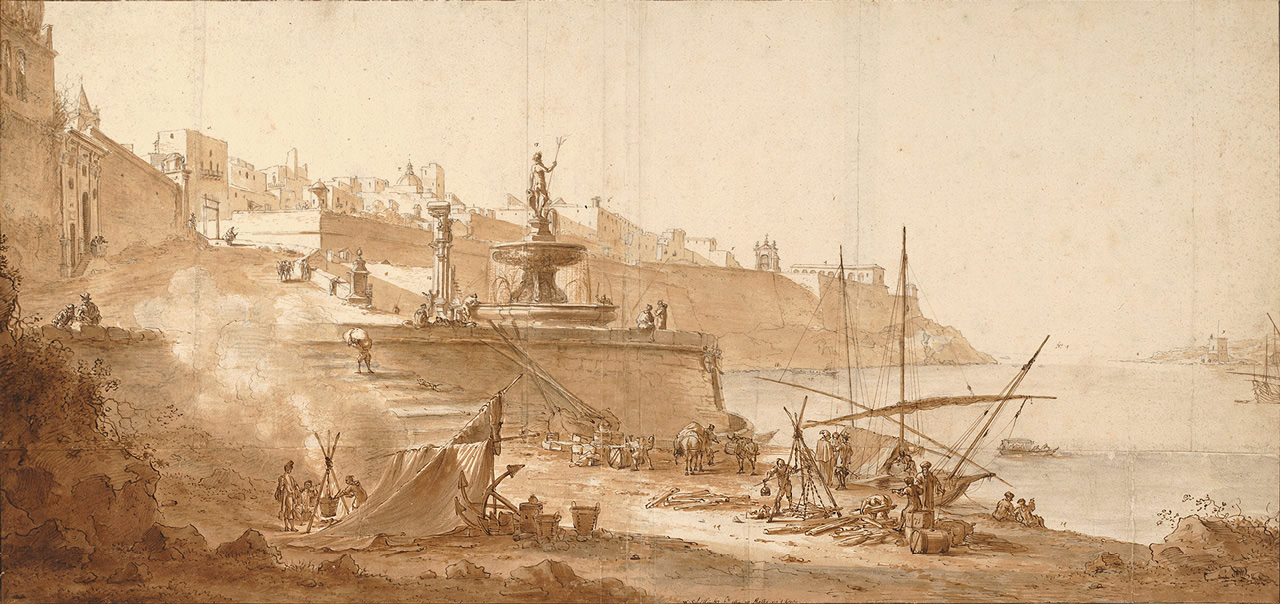
Obraz fontanny Neptuna na jej pierwotnym miejscu w 1664 roku

Inna fontanna stała w marinie Valletty, na zewnątrz Del Monte Gate w pobliżu targu rybnego.

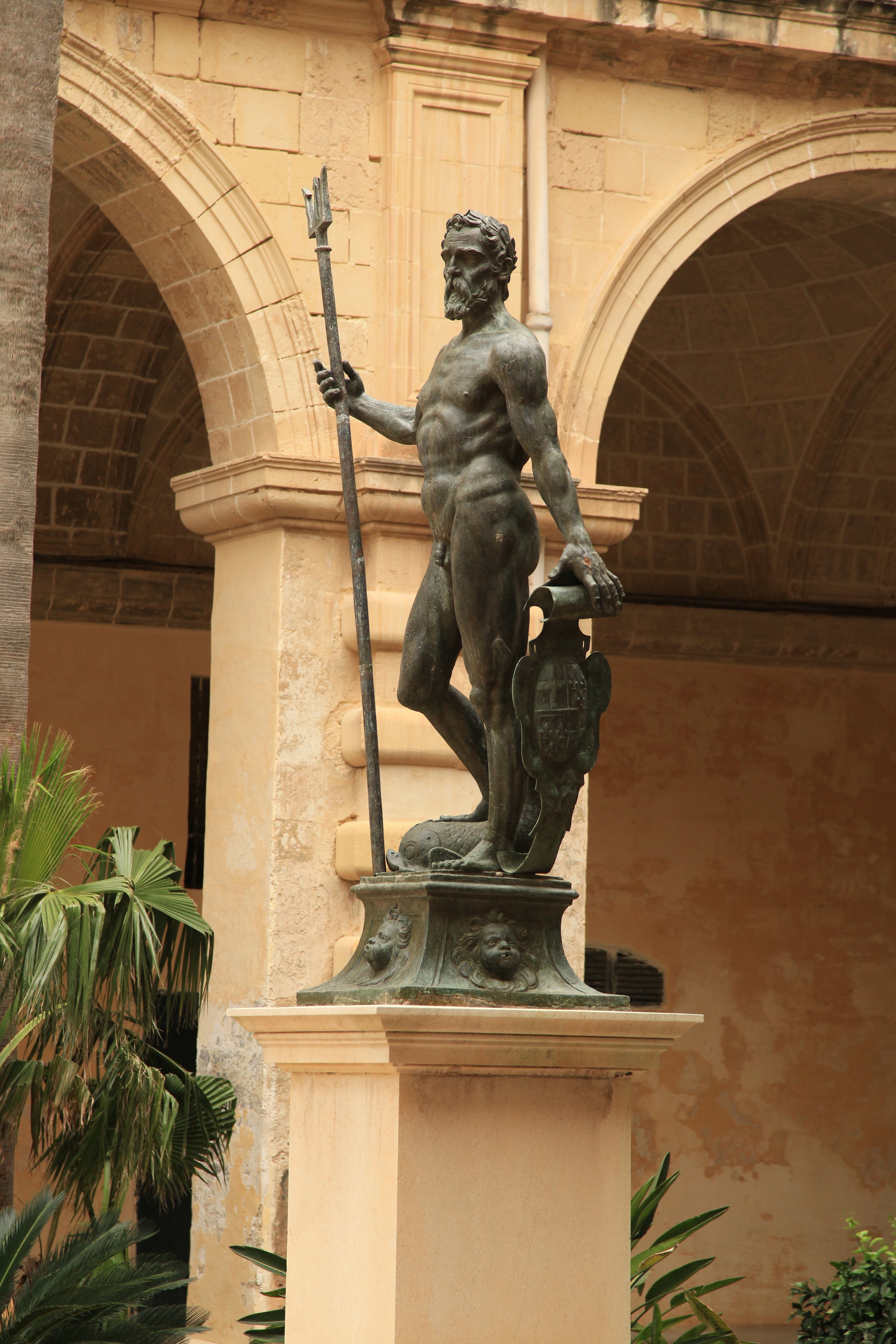
Statua Neptuna w pałacu Wielkich Mistrzów. Jest to XVI-wieczna statua, podarowana Wielkiemu Mistrzowi w roku 1584

Miała ozdobną misę, marmurowy odpływ w kształcie lufy działa, całość zwieńczona była brązową figurą Neptuna trzymającego trójząb w jednej ręce, z drugą wspartą na tarczy herbowej Wignacourta. Figura wykonana została na podstawie obrazu pędzla Agnolo Bronzino Ritratto di Andrea Doria in veste di Nettuno (Portret Andrea Dorii jako Neptuna). Marmur wylewki ma łacińską inskrypcję, która mówi:

QUID PROPIUS PARVA DUBITAS ACCEDERE CYMBA?

NON VULCANUS INEST HEIC GLOBUS UNA THETIS.

(w tłumaczeniu: Dlaczego się boisz łódeczko? Nie ma tutaj ognia, lecz woda zamiast kuli)

Bardzo prawdopodobnym jest, że figura wykonana została przez Leone Leoniego w roku 1584. Inne źródła przypisują ją Giovanniemu Bologna, uczniowi Michała Anioła. Fontanna Neptuna dostarczała nadmiar wody z fontanny Wignacourta na statki zakotwiczone w Grand Harbour.
Podczas rządów Zakonu św. Jana Grand Harbour nie był jeszcze chroniony przez falochron, i to umożliwiało powstawanie dużych fal morskich w porcie. W XVII wieku niewielki falochron został zbudowany obok fontanny, aby ochraniać łodzie zaopatrujące się w wodę. W roku 1686 wysokie fale zniszczyły falochron i uczyniły poważne zniszczenia również w otoczeniu fontanny. To uniemożliwiło dalsze pobieranie wody na pokład statków, co w końcu zmusiło Wielkiego Mistrza Gregorio Carafę do pokrycia kosztów prac renowacyjnych. Pamiątkowa tablica mówi:

DOMINANTE EM. Fr. D. GREGORIO CARAFFA M.M.

TUTUM HOC CYMBARUM REFUGIUM

PROCELLIS RADICUTUS EVULSUM

SACRA REL. HIER. ERIGENDUM CURAVIT

ANNO SALUTIS MDCLXXXVI.

Fontanna przedstawiona jest na akwareli z roku 1840 autorstwa H. de Chacatona.
W roku 1858 statua Neptuna została przeniesiona przez gubernatora Le Gasparda do dolnego dziedzińca pałacu Wielkich Mistrzów, który jest dziś znany jako Neptune's Courtyard (dziedziniec Neptuna). Rynna fontanny znajduje się dziś w Malta Maritime Museum w Birgu.
Posąg Neptuna jest często opisywany jako olbrzymi. Teren wokół miejsca, gdzie oryginalnie fontanna stała, był znany jako fuq l–iġgant (na gigancie) aż po połowę XX wieku.

#### FontannaOmnibus Idem

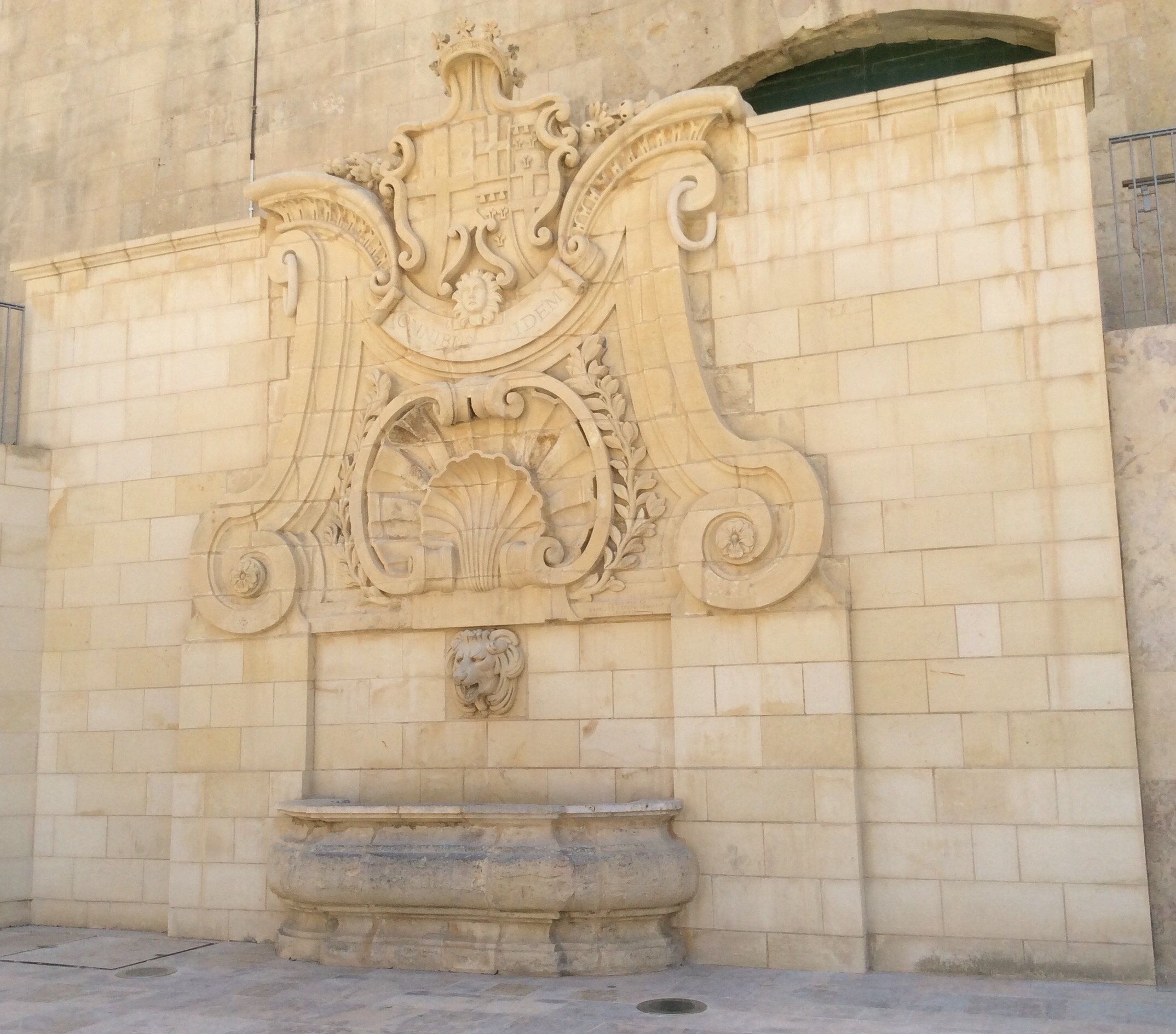
Fontanna Omnibus Idem

Kolejna fontanna, czasem znana również jako fontanna Wignacourta, została zbudowana w pobliżu Porta Reale w Valletcie, była przytwierdzona do budynku Ferreria (zburzonego). Składa się ona z głowy lwa, z której woda wylewa się do kamiennej misy, fontanna zwieńczona jest herbem Wignacourta oraz Zakonu, otoczonych girlandami kwiatów i zazębiającymi się muszlami. Pod herbami promienne słońce z napisem Omnibus Idem (co znaczy to samo dla wszystkich), wskazującym, że woda jest dostępna za darmo dla każdego.
Fontanna ta była kilkakrotnie przenoszona z miejsca na miejsce: po raz pierwszy w roku 1874, kiedy budynek stojący obok został zburzony, aby zrobić miejsce dla Palazzo Ferreria, następnie w latach 1960., kiedy przebudowywano City Gate, potem w roku 2000, kiedy Saint James Cavalier był odnawiany i przekształcany w centrum kulturalne, a ostatnio we wczesnych latach 2010. podczas trwania City Gate Project. Z powodu wszystkich tych przenosin oraz renowacji, nic nie zostało z oryginalnej fontanny.

### Inne fontanny
W następnych stuleciach powstały inne fontanny, jak np. Fontanna Lwa we Florianie, zbudowana w roku 1728 podczas rządów Antonio Manoela de Vilheny, które również były zasilane wodą z akweduktu.

## Pamiątki

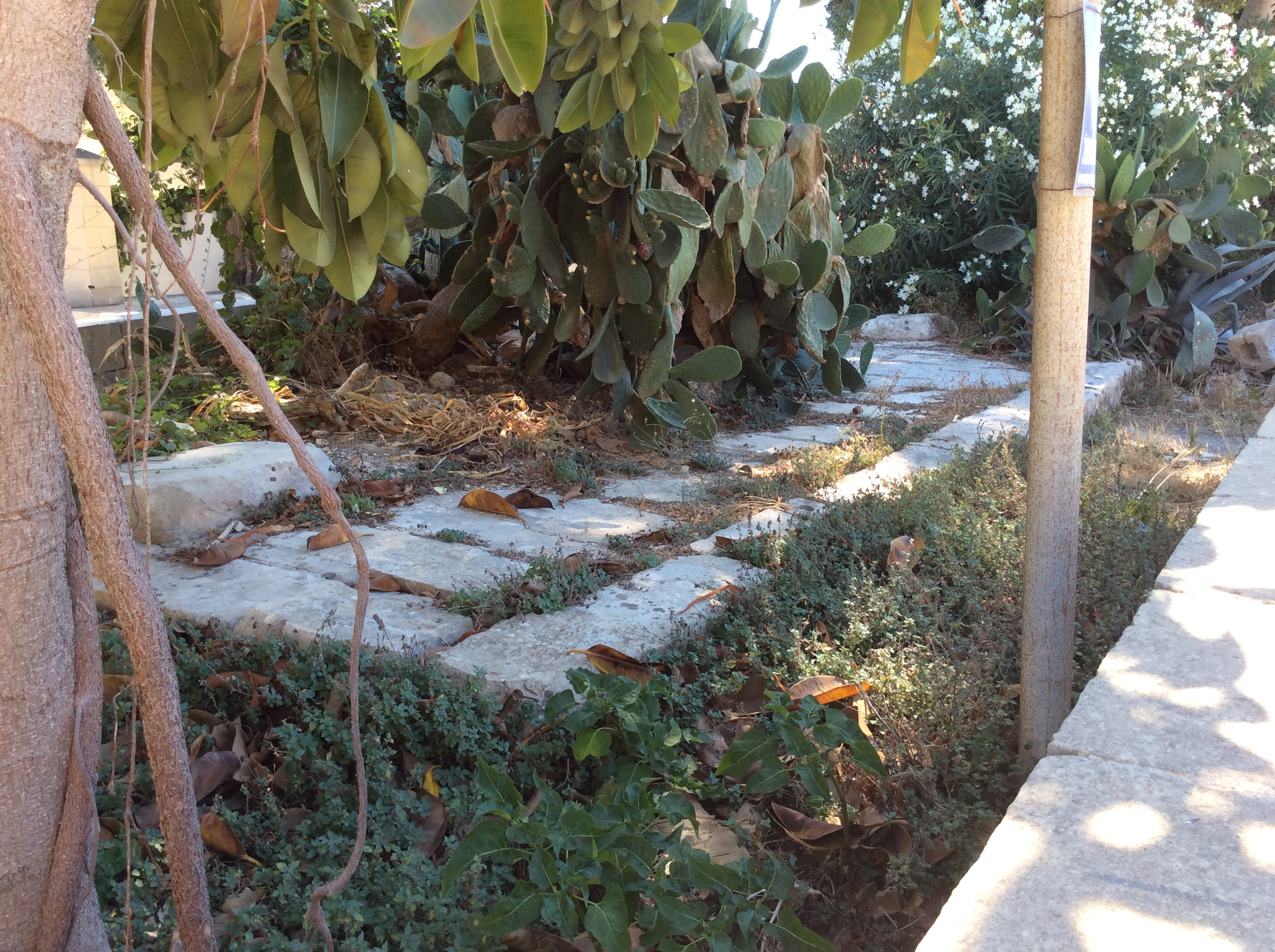
Sam początek akweduktu powyżej terenu w Attard

Akwedukt przedstawiony jest na suficie pałacu Arcybiskupiego w Valletcie. W National Library of Malta znajduje się obraz, który przedstawia niektóre sposoby magazynowania wody w Valletcie.
W dniu 21 kwietnia 2015 roku uroczyście obchodzona była 400 rocznica uruchomienia akweduktu. Ceremonia miała miejsce w Valletcie, z młodzieżą szkolną niosącą wodę od City Gate do St. George’s Square, gdzie odbyła się powtórka z uroczystości otwarcia akweduktu.
Rocznica ta została również upamiętniona wybiciem przez Bank Centralny Malty srebrnej monety. Na awersie monety przedstawiony został Wielki Mistrz Wignacourt, na rewersie zaś – akwedukt.
MaltaPost 21 kwietnia 2015 roku również wydała serię dwóch znaczków. Znaczki pokazują Łuk Wignacourta we Fleur-de-Lys oraz Wignacourt Water Tower we Florianie.